# Ölyves
Ölyves  (horvátul: Uglješ) falu Horvátországban, Eszék-Baranya megyében. Közigazgatásilag Dárdához tartozik.

## Fekvése
Eszéktől légvonalban 11, közúton 15 km-re északra, községközpontjától 3 km-re északnyugatra Baranyában, a Drávaszög területén, a Dárdát Beremenddel összekötő út és az Eszék – Pélmonostor vasútvonal mentén fekszik.

## Története
A történeti források alapján Ölyves már a középkorban is létezett. Első írásos említése 1377-ben „possessio Vlues” alakban történt a boszniai káptalan oklevelében. 1409-ben, 1418-ban és 1422-ben „Wlues”, 1472-ben „Ewlwes”, 1489-ben „Elves” néven szerepel a különböző középkori oklevelekben. Csemény mezővároshoz tartozott. A középkori település valószínűleg a török 1526. évi hadjárata során, a mohácsi csata előtt pusztult el.
Az első adatok Ölyvesről mint településről, még pusztaként 1860-ból származnak, amikor néhány család lakta. Ezt a helyet ma Stari Uglješnek, azaz Ó-Ölyvesnek nevezik. A név eredetéről nincs megbízható információ, de azt feltételezik, hogy a horvát név is a magyar ölyves szóból származik. Az idősebb ölyvesiek ugyanakkor azt állítják, hogy a szó a szén szerbhorvát nevéből (ugljen) származik. Ezt annak tulajdonítják, hogy a bevándorló telepesek fa száraz lepárlásával történő szén előállításával foglalkoztak és a név ebből a tevékenységből származik. Az iskola előtti játszótér építésekor ugyanis a földben nagy mennyiségű fa maradványait találták és feltételezték, hogy egy széntermeléshez használt gödörre bukkantak. Megjegyzendő, hogy abban az időben nemcsak ezen a területen, hanem egész Baranyában lényegesen több erdő volt, mint szántóföld. A helyiek állítása ellenére ma a horvát nyelvészek is a magyarból eredeztetik a település nevét. A második katonai felmérés térképén a település „Ugles puszta” néven található. Az Esterházy, majd a Schaumburg-Lippe hercegi család birtoka volt. 1900-ban 196, tíz évvel később 288 lakosa volt. Baranya vármegye Baranyavári járásához tartozott. Abban az időben a falunak csak a régi részében laktak. Tíz család élt itt, magyarok, németek és szerbek. A falu újabb részén csak 1911-ben épült az első ház az iskola épülete mellett. Az iskola mögött akkor egy zsidó földbirtokos rendelkezett egy nagyobb területű birtokkal, melyen lakóépület és istállók álltak. 1926-ban a birtokot a Drenovac család vásárolta meg.
A település az első világháború után az új szerb-horvát-szlovén állam, majd később (1929-ben) Jugoszlávia része lett. A háborút követő agrárreform során Magyarországról, valamint a délszláv állam más részeiről, főként Magyarkanizsa vidékéről szerb családok települtek be. Az új telepesek nagy területű, jó minőségű földet kaptak, így 1934-ben már 150 házban 630 lakos élt itt. 1938-ban felépült az iskola épülete, az iskola mögötti földterületen pedig a falu első vendéglője. Ölyves 1941 és 1944 között ismét Magyarországhoz tartozott, majd a háború után ismét Jugoszlávia része lett. 1958-ban újabb betelepülési hullám érkezett, az új telepesek Boszniából, főleg Teslić és Doboj környékéről érkeztek. A korábbi lakosok közül sokan eladták házaikat és Dárdára, Tenyére, Eszékre és más helyekre költöztek. A becslések szerint mintegy 350 ember költözött be akkoriban, akik mind úgy döntöttek, hogy új életet kezdenek Baranyában. 1950-től az 1971-es népszámlálásig a népesség nagyjából megkétszereződött. Az 1991-es népszámlálás adatai szerint 653 főnyi lakosságának 89%-a szerb, 3%-a horvát, 2%-a jugoszláv, 1%-a magyar nemzetiségű volt. A településnek 2011-ben 507 lakosa volt, akik többségben mezőgazdasággal foglalkoztak.

## Lakossága
| Lakosság változása | Lakosság változása | Lakosság változása | Lakosság változása | Lakosság változása | Lakosság változása | Lakosság változása | Lakosság változása | Lakosság változása | Lakosság változása | Lakosság változása | Lakosság változása | Lakosság változása | Lakosság változása | Lakosság változása | Lakosság változása |
| ------------------ | ------------------ | ------------------ | ------------------ | ------------------ | ------------------ | ------------------ | ------------------ | ------------------ | ------------------ | ------------------ | ------------------ | ------------------ | ------------------ | ------------------ | ------------------ |
| 1857               | 1869               | 1880               | 1890               | 1900               | 1910               | 1921               | 1931               | 1948               | 1953               | 1961               | 1971               | 1981               | 1991               | 2001               | 2011               |
| 0                  | 0                  | 0                  | 0                  | 196                | 288                | 0                  | 0                  | 259                | 308                | 349                | 502                | 630                | 653                | 597                | 507                |

(1880-tól 1931-ig településrészként, 1948-tól önálló településként. 1880-ban, 1890-ben, 1921-ben, és1931-ben lakosságát Dárdához számították.)

## Gazdaság
A településen hagyományosan a mezőgazdaság és az állattartás képezi a megélhetés alapját.

## Oktatás
Az első iskolaépület 1938-ban épült a településen. Ma a kácsfalvi általános iskola négyosztályos területi iskolája működik itt.

## Sport
NK 4. juli Uglješ labdarúgóklub

## Fordítás
Ez a szócikk részben vagy egészben  az   Uglješ című horvát Wikipédia-szócikk ezen változatának fordításán alapul.  Az eredeti cikk szerkesztőit annak laptörténete sorolja fel. Ez a jelzés csupán a megfogalmazás eredetét és a szerzői jogokat jelzi, nem szolgál a cikkben szereplő információk forrásmegjelöléseként.